# 小松緑

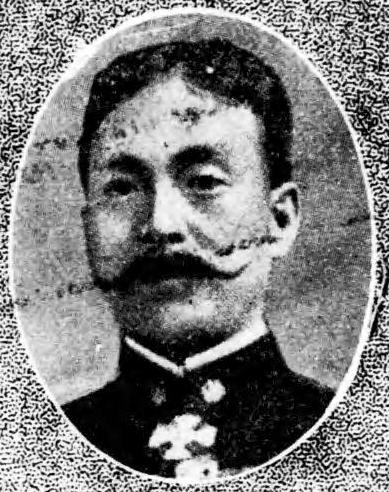
小松緑

小松 緑（こまつ みどり、慶応元年9月7日（1865年10月26日）- 昭和17年（1942年）1月16日）は明治・大正期の外交官で退官後は著述家として活躍した。号は霞南。

## 人物略歴
陸奥国会津地方（福島県）出身。鹿目政恒の長男で、会津藩士・小松光明の養子として絶家を再興する。慶應義塾を卒業後、米国に留学し、政治学をまなんだ。留学期間は8年に及びエール大学で法学士、プリンストン大学でマスターオブアーツを取得。帰国後は明治学院教授を短期間務めたのち外務省にはいり、駐米日本公使館の書記官や朝鮮総督府の外務部長などを歴任した。日露戦争では遼東守備軍司令部付であった。1916年（大正5年）総督府中枢院書記官長を最後に退官、その後は著述家として活動した。

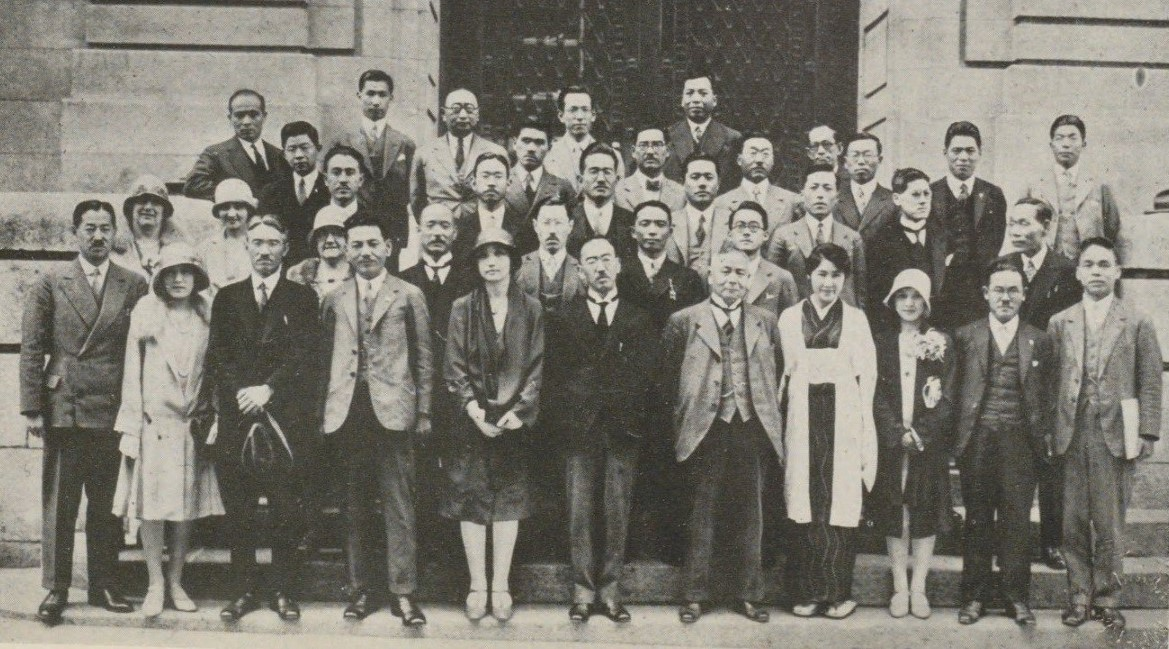
1929年国際労働会議日本人参加者たち。2列目左から4人目に小松緑

1927年（昭和2年）、「櫻雲閣主人」の名で『明治史實外交秘話』を中外商業新報社より刊行している。1936年（昭和11年）には伊藤博文の言葉を集めた『伊藤公直話』の編集をおこない、千倉書房より出版した。1929年（昭和4年）、スイスのジュネーヴで開かれた国際労働会議では、資本家代表の顧問として出席している。会津会会員。春畝公（伊藤博文）追頌会理事。

## 栄典・授章・授賞
- 1909年（明治42年）4月18日 - 皇太子渡韓記念章[4]
- 1912年（大正元年）8月1日 - 韓国併合記念章[5]
- 1915年（大正4年）1月23日 - 金杯一組[6]
- 1916年（大正5年）12月1日 - 正四位[7]

外国勲章佩用允許
- 1905年（明治38年）2月27日 - シャム王国：白象第四等勲章[8]
- 1908年（明治41年）5月19日 - 大韓帝国：韓国皇帝陛下即位礼式記念章[9]
- 1910年（明治43年）4月1日 - 大韓帝国：韓国皇帝陛下南西巡幸記念章[10]
- 1915年（大正4年）7月30日 - 支那共和国：二等嘉禾章[11]

## 参照
1. 1 2 3 4 5  「小松緑とは」（コトバンク）
2. 1 2  『大衆人事録 東京篇』「小松緑」
3. 1 2  『戦前日本官僚制の制度・組織・人事』「小松緑」
4. ↑  『官報』第7771号「叙任及辞令」1909年5月24日。
5. ↑  『官報』第205号・付録「辞令」1913年4月9日。
6. ↑  『官報』第743号「叙任及辞令」1915年1月26日。
7. ↑  『官報』第1301号「叙任及辞令」1916年12月2日。
8. ↑  『官報』第6502号「叙任及辞令」1905年3月7日。
9. ↑  『官報』第7475号「叙任及辞令」1908年5月29日。
10. ↑  『官報』第8034号「叙任及辞令」1910年4月7日。
11. ↑  『官報』第902号「叙任及辞令」1915年8月4日。